# 2-Ethylhexyl-akrylát
2-Ethylhexyl-akrylát je organická sloučenina patřící mezi estery kyseliny akrylové.

## Příprava a výroba
2-Ethylhexyl-akrylát se získává esterifikací kyseliny akrylové 2-ethylhexan-1-olem za přítomnosti silné kyseliny, například methansulfonové, hydrochinonu, který zabraňuje polymerizaci, pomocí reaktivní destilace (reakční nádoba je zároveň destilační nádobou) s toluenem.

## Vlastnosti
2-Ethylhexyl-akrylát se snadno polymerizuje; polymerizace může být iniciována světlem, peroxidy, teplem nebo nečistotami. Může prudce reagovat se silnými oxidačních činidel a při teplotách nad 82 °C mohou jeho páry tvořit se vzduchem výbušnou směs. Reaktivitu lze však omezit přidáním vhodných stabilizátorů.
2-Ethylhexyl-akrylát se, stejně jako butyl-akrylát, používá na výrobu akrylátových lepidel. Může u něj být provedena radikálová polymerizace za vzniku produktů s molekulovou hmotností až kolem 200 000 g/mol. Při polymerizaci mohou být k úpravě vlastností polymeru použity komonomery, jako vinylacetát, methyl-akrylát, a nebo styren.